# Litex Motors
Litex Motors je tvrtka za proizvodnju automobila sa sjedištem u Sofiji, Bugarska. Službeni je partner Great Wall Motorsa u Bugarskoj. Sastavlja vozila kineskog proizvođača u zajednički razvijenom pogonu koji se nalazi u Bahovici, blizu Loveča, u Bugarskoj.
Počelo je proizvoditi Voleex C10 hatchback od knock-down kompleta u veljači 2012., u prvoj polovici 2013., Steed 5 je dodan u liniju, a u studenom 2013., Hover H6.
Na bugarskom tržištu tvrtka je prodavala modele Voleex C10, Steed 5 i Hover H5, a od 2013. Voleex C30, Voleex C20R i Hover H6. Krajem 2017. također je predstavljen model Haval H2.

## Vanjske poveznice
- Službena web-stranica Great Wall Motors Bugarska